# جورج لاروسا بوليا
جورج لاروسا بوليا (بالإسبانية: Jorge Larrosa Bolea) (16 ديسمبر 1985 بوشقة في إسبانيا - ) هو لاعب كرة قدم إسباني في مركز حراسة المرمى. لعب مع نادي هويسكا وAD Almudévar ‏ ونادي بارباسترو وCD Sariñena ‏ وCF Jacetano ‏.

## روابط خارجية
- جورج لاروسا بوليا على موقع قاعدة بيانات كرة القدم.إي يو (الإنجليزية)
- جورج لاروسا بوليا على موقع Soccerway.com (الإنجليزية)